# Appy
Appy település Franciaországban, Ariège megyében. Lakosainak száma 28 fő (2022. január 1.). Appy Axiat, Montferrier, Urs, Vèbre és Caychax-et-Senconac községekkel határos.

## Népesség
A település népességének változása:
| Lakosok száma | 27   | 14   | 7    | 21   | 32   | 26   | 25   | 27   | 28   | 28   |
|               | 1968 | 1982 | 1990 | 2006 | 2013 | 2015 | 2017 | 2019 | 2020 | 2022 |